# Epiparbattia
Epiparbattia és un gènere d'arnes de la família Crambidae.

## Taxonomia
- Epiparbattia gloriosalis Caradja, 1925
- Epiparbattia oligotricha Zhang & Li in Zhang & Li, 2005